# 헨리 애덤스

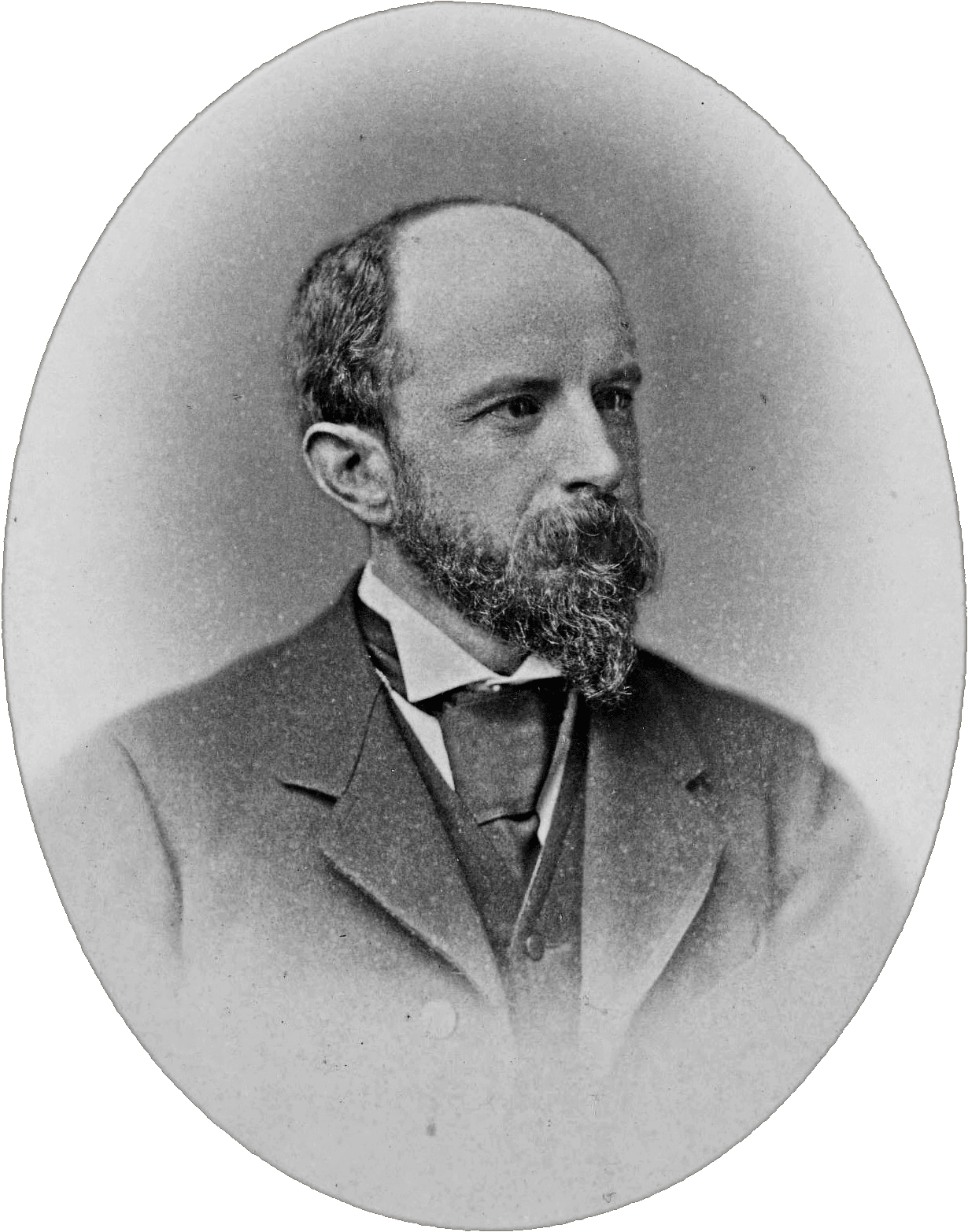
1885년의 애덤스

헨리 브룩스 애덤스 (Henry Brooks Adams, 1838년 2월 16일 ~ 1918년 3월 27일)는 미국의 역사가이자 두 명의 미국 대통령의 후손인 애덤스 정치 가문의 일원이다.
젊은 하버드 졸업생으로서 그는 에이브러햄 링컨의 영국 대사인 아버지 찰스 프랜시스 아담스의 비서로 일했다. 미국 남북 전쟁 이후, 그는 워싱턴과 보스턴에 있는 자신의 집에서 미국 최고의 지식인들을 접대하는 정치 기자가 되었다.
일생 동안 그는 9권의 저작 The History of the United States of America During the Administrations of Thomas Jefferson and James Madison으로 가장 잘 알려져 있었다.
그의 사후 출판된 회고록 《헨리 애덤스의 교육》(Education of Henry Adams)은 퓰리처상을 수상했으며 20세기 최고의 영어 논픽션 책 중 하나로 꼽힌다.

## 같이 보기
- 맥스웰의 도깨비